# Anselm König
Anselm König (* 1957) ist ein deutscher Komponist.
Er vertont seit Anfang der 1990er Jahre erfolgreich Lyrik. Unter anderem trat er mit Projekten zu Hermann Hesse, Erich Kästner und Kurt Tucholsky hervor.

## Aktuelle Besetzung der Anselm König Band seit 1999
- Anselm König – Gesang, Gitarre
- Beat Riggenbach – Saxophon

## CD-Diskografie
- Tiger, Panter und so …, TUCHOLSKYROCK (1992)
- Ueberleben (1996)
- Stufen (2002)